# Kurd (Maďarsko)
Kurd je velká vesnice v Maďarsku v župě Tolna, spadající pod okres Dombóvár. Nachází se asi 12 km severovýchodně od Dombóváru. V roce 2015 zde žilo 1 139 obyvatel. Dle údajů z roku 2011 tvoří 87,2 % obyvatelstva Maďaři, 10,3 % Romové, 7 % Němci, 0,7 % Rumuni, 0,2 % Chorvati a 0,2 % Arméni.
Vesnicí prochází řeka Kapos. Sousedními vesnicemi jsou Csibrák, Döbrököz, Gyulaj, Lengyel a Mekényes.